# 平鹽鐵路
平盐铁路是位于中国广东省深圳市境内的一條货运支线铁路，全长22.69公里，南起盐田港铁路堆场，北至平湖南站，与京九线及广深线连接，设计运输能力为500万吨/年，使盐田港的使用者能够透过港口及铁路服务，把货运散布至全国。
在早年兴建深圳地铁的计划当中，包括本铁路在內三條深圳既有国铁铁路，将会改建成深圳地铁辖下电气化双轨通勤铁路，但最后没有实现。

## 历史
平盐铁路原也叫盐田港疏港铁路，是盐田港重要的配套物流设施。最早是由深圳东鹏实业有限公司（现在的盐田港集团）和铁道部第十三工程局（现在的中铁十三局）合资建设和经营，开创了由内联企业合资修建铁路的新路子。
1993年3月平盐铁路开工，用了不到一年的时间便于当年11月15日建成通车。
和记黄埔港口（今和記港口信託）于2001年收购平盐铁路，将之与盐田国际集装箱码头一并管理
2003年5月1日，盐田国际正式接管平盐铁路。
2017年5月，平盐铁路开通首列中欧班列。
2020年4月，平盐铁路开通首列江门鹤山班列（盐田-平湖南-江门北）